# Chrysocharis acutigaster
Chrysocharis acutigaster är en stekelart som beskrevs av Christer Hansson 1985. Chrysocharis acutigaster ingår i släktet Chrysocharis och familjen finglanssteklar.
Artens utbredningsområde är:
- Danmark.
- Tyskland.
- Nederländerna.
- Sverige.

Arten är reproducerande i Sverige. Inga underarter finns listade i Catalogue of Life.